# The Grudge 2: Capcana
The Grudge 2: Capcana (titlu original: The Grudge 2) este un film american din 2006 regizat de Takashi Shimizu și produs de Sam Raimi, Robert Tapert și Takashige Ichise. Este creat în genurile groază, supranatural. Rolurile principale au fost interpretate de actorii Amber Tamblyn, Sarah Michelle Gellar, Edison Chen, Arielle Kebbel, Teresa Palmer, Jenna Dewan, Misako Uno, Matthew Knight, Takako Fuji și Christopher Cousins. Scenariul este scris de Stephen Susco pe baza filmului Ju-on: The Grudge regizat de Takashi Shimizu. Este o continuare a filmului din 2004, The Grudge (Blestemul). 

## Distribuție
- Sarah Michelle Gellar - Karen Davis, singurul supraviețuitor traumatizat din The Grudge.
- Amber Tamblyn - Aubrey Davis, sora lui Karen
- Arielle Kebbel - Allison Fleming
- Takako Fuji - Kayako Saeki
  - Kyoka Takizawa - tânăra Saeki
- Edison Chen - Eason
- Teresa Palmer - Vanessa Cassidy
- Misako Uno - Miyuki Nazawa
- Matthew Knight - Jake Kimble
- Sarah Roemer - Lacey Kimble
- Jennifer Beals - Trish Kimble
- Christopher Cousins - Bill Kimble
- Jenna Dewan - Sally
- Eve Gordon - Ms. Dale
- Ohga Tanaka and Yuya Ozeki - Toshio Saeki
- Takashi Matsuyama - Takeo Saeki
- Joanna Cassidy - Mrs. Davis
- Shaun Sipos - Michael
- Jason Behr - Doug
- Kim Miyori - mama lui Kayako
- Paul Jarrett - John Fleming
- Gwen Lorenzetti - Annie Fleming

## Producție
Filmările au început în 2006 la Studiourile Toho. Cheltuielile de producție s-au ridicat la 20 de milioane $.

## Lansare și primire
A avut încasări de 70,7 de milioane $.